# 603 Тімандра
603 Тімандра (603 Timandra) — астероїд головного поясу, відкритий 16 лютого 1906 року Джоелем Хастінґсом Меткалфом у Тонтоні, Массачусетс.